# NDRG1
NDRG1（N-myc downstream regulated 1）は、ヒトではNDRG1遺伝子にコードされるタンパク質である。
NDRG1は、α/βヒドロラーゼスーパーファミリーに属するNDRG（N-myc downregulated gene）ファミリーのメンバーであり、ストレス応答、ホルモン応答、細胞成長、分化に関与する細胞質タンパク質である。NDRG1遺伝子の変異は、CMT4Dと呼ばれる常染色体劣性型のシャルコー・マリー・トゥース病の原因となることが報告されている。
NDRG1はエンドソームに局在し、小胞のリサイクリングに関与するRAB4Aのエフェクターであることが報告されている。
NDRG1は胚発生やその後の発生過程、細胞成長、分化、脂質生合成、ミエリン形成、免疫、DNA修復、細胞接着やその他の機能に関与している。NDRG1は細胞質、核、ミトコンドリアにそれぞれ47.8%、26.1%、8.7%ずつ局在している。DNA損傷に応答してNDRG1は細胞質から核へ移行し、そこで細胞成長の阻害やDNA修復機構の促進を行っている可能性がある。NDRG1はストレス応答遺伝子もしくは転写因子として作用している可能性が示唆されている。

## 遺伝子
ヒトでは、NDRG1遺伝子は8番染色体の長腕（8q24.22）に位置している。この遺伝子からは、394アミノ酸のタンパク質をコードする約3.0 kbのmRNAが産生される。NDRG1はNDRGファミリーに属する。NDRGファミリーにはNDRG1、NDRG2、NDRG3、NDRG4の4つのメンバーが存在し、互いに53–64%の相同性を示す。NDRG1は他のメンバーとは異なり、C末端領域に3つのタンデムなリピート配列（GTRSRSHTSE）が存在する。
NDRG1の発現は、低酸素依存的そして非依存的な形での調節を受けている。低酸素条件下では、酸素センサーであるHIF-1αが細胞質から核へ移行し、そこでHIF-1βと結合してHIF-1複合体を形成する。この複合体は転写因子として機能し、低酸素関連遺伝子のプロモーター領域の低酸素応答エレメント（hypoxia response element; HRE）に結合する。こうしたHIF-1標的遺伝子の1つがNDRG1である。また、重金属（ニッケル、コバルト、鉄）も低酸素状態を模倣することでNDRG1をアップレギュレーションする。N-mycやc-mycはNDRG1に対して反対の作用を及ぼし、その発現を転写レベルで抑制する。この効果はプロモーター活性の低下による、間接的なものである。

## がんにおける役割
NDRG1は鉄による調節を受ける、成長と転移に対する強力な抑制因子であり、前立腺がん、膵臓がん、乳がん、結腸がんなどいくつかの腫瘍において、がんのプログレッションと負の相関がみられる。NDRG1の顕著な抗腫瘍活性は、細胞の増殖、遊走、浸潤そして血管新生の低下と関係している。NDRG1の分子的機能は、がん細胞の増殖、浸潤、血管新生、遊走を調節する多数のシグナル伝達経路に影響を及ぼす。具体的には、NDRG1は発がん性因子であるRAS、c-Src、PI3K、WNT、ROCK1/pMLC2、NF-κB経路を阻害し、一方でPTEN、E-カドヘリン、SMAD4など重要ながん抑制因子の発現を促進する。またNDRG1は、アドヘレンスジャンクションを形成して細胞接着を促進するE-カドヘリンやβ-カテニンに対する作用を介して、転移開始の重要段階である上皮間葉転換を阻害する。

## DNA修復と加齢に対する機能
NDRG1の分子レベルでの機能の1つとして、DNA修復タンパク質の1つであるメチルトランスフェラーゼ、MGMTに結合して安定化を行う。NDRG1の高発現によって、MGMTの安定性と活性は促進される。マウスで寿命伸長を示す3つの系統（Snell、GHKRO、PAPPA-KO）では、NDRG1とMGMTのタンパク質発現が2倍から3倍に増加していることが示されており、これらのマウス系統におけるMGMTを介したDNA修復経路の増大と老化過程の遅れとの関連が強く示唆されている。

## 免疫系における役割
NDRG1はアレルギーやアナフィラキシーにも重要な役割を果たしている。マスト細胞では、成熟過程でNDRG1がアップレギュレーションされて迅速な脱顆粒を補助しており、さまざまな刺激に応答したエキソサイトーシスの亢進がもたらされる。また、NDRG1はEGR2によって誘導されるT細胞のアネルギー因子であり、共刺激が存在しない場合にアップレギュレーションされ、T細胞受容体とCD28シグナルの共刺激による、その後のT細胞の再活性化を阻害する。

## 関連文献
- “The metastasis suppressor, Ndrg-1: a new ally in the fight against cancer”. Carcinogenesis 27 (12):  2355?66. (December 2006). doi:10.1093/carcin/bgl146. PMID 16920733.
- “Oligo-capping: a simple method to replace the cap structure of eukaryotic mRNAs with oligoribonucleotides”. Gene 138 (1?2):  171?4. (January 1994). doi:10.1016/0378-1119(94)90802-8. PMID 8125298.
- “Gene mapping in Gypsies identifies a novel demyelinating neuropathy on chromosome 8q24”. Nature Genetics 14 (2):  214?7. (October 1996). doi:10.1038/ng1096-214. PMID 8841199.
- “Construction and characterization of a full length-enriched and a 5'-end-enriched cDNA library”. Gene 200 (1?2):  149?56. (October 1997). doi:10.1016/S0378-1119(97)00411-3. PMID 9373149.
- “Cap43, a novel gene specifically induced by Ni2+ compounds”. Cancer Research 58 (10):  2182?9. (May 1998). PMID 9605764.
- “Inhibition of tumor cell growth by RTP/rit42 and its responsiveness to p53 and DNA damage”. Cancer Research 58 (19):  4439?44. (October 1998). PMID 9766676.
- “Differential expression of the RTP/Drg1/Ndr1 gene product in proliferating and growth arrested cells”. Biochimica et Biophysica Acta (BBA) - Molecular Cell Research 1450 (3):  364?73. (July 1999). doi:10.1016/S0167-4889(99)00056-7. PMID 10395947.
- “Drg-1 as a differentiation-related, putative metastatic suppressor gene in human colon cancer”. Cancer Research 60 (3):  749?55. (February 2000). PMID 10676663.
- “N-myc downstream-regulated gene 1 is mutated in hereditary motor and sensory neuropathy-Lom”. American Journal of Human Genetics 67 (1):  47?58. (July 2000). doi:10.1086/302978. PMC 1287101. PMID 10831399.
- “Hypoxia induces the expression of a 43-kDa protein (PROXY-1) in normal and malignant cells”. Biochemical and Biophysical Research Communications 276 (1):  321?8. (September 2000). doi:10.1006/bbrc.2000.3475. PMID 11006124.
- “The leukemogenic transcription factor E2a-Pbx1 induces expression of the putative N-myc and p53 target gene NDRG1 in Ba/F3 cells”. Leukemia 15 (3):  362?70. (March 2001). doi:10.1038/sj.leu.2402059. PMID 11237058.
- “Characterization of the human NDRG gene family: a newly identified member, NDRG4, is specifically expressed in brain and heart”. Genomics 73 (1):  86?97. (April 2001). doi:10.1006/geno.2000.6496. PMID 11352569.
- “Characterization and expression of three novel differentiation-related genes belong to the human NDRG gene family”. Molecular and Cellular Biochemistry 229 (1?2):  35?44. (January 2002). doi:10.1023/A:1017934810825. PMID 11936845.
- “Enhanced expression of a novel protein in human cancer cells: a potential aid to cancer diagnosis”. Cell Biology and Toxicology 18 (2):  87?96. (2002). doi:10.1023/A:1015376032736. PMID 12046693.
- “Enhanced overexpression of an HIF-1/hypoxia-related protein in cancer cells”. Environmental Health Perspectives 110 Suppl 5 (Suppl 5):  783?8. (October 2002). doi:10.1289/ehp.02110s5783. PMC 1241245. PMID 12429530.
- “Expression of NDRG1, a differentiation-related gene, in human tissues”. Histochemistry and Cell Biology 118 (5):  399?408. (November 2002). doi:10.1007/s00418-002-0460-9. PMID 12432451.
- “Androgen-induced expression of endoplasmic reticulum (ER) stress response genes in prostate cancer cells”. Oncogene 21 (57):  8749?58. (December 2002). doi:10.1038/sj.onc.1205992. PMID 12483528.
- “Quantitative analysis of BTF3, HINT1, NDRG1 and ODC1 protein over-expression in human prostate cancer tissue”. PLOS ONE 8 (12):  e84295. (2013). Bibcode: 2013PLoSO...884295S. doi:10.1371/journal.pone.0084295. PMC 3874000. PMID 24386364.